# Zhang Weixiao
Zhang Weixiao (en chino: 张惟肖; 3 de mayo de 1999) es una deportista china que compitió en remo. Ganó una medalla de bronce en el Campeonato Mundial de Remo de 2016, en la prueba de cuatro scull ligero.

## Palmarés internacional
| Campeonato Mundial | Campeonato Mundial      | Campeonato Mundial | Campeonato Mundial  |
| Año                | Lugar                   | Medalla            | Prueba              |
| ------------------ | ----------------------- | ------------------ | ------------------- |
| 2016               | Róterdam (Países Bajos) | Medalla de bronce  | Cuatro scull ligero |